# Fuerza Redwan
La Fuerza al-Hajj Radwan ( árabe : فوج الحاج رضوان , romanizado :  Fawj al-Hajj Radwan , iluminado.  'Regimiento al-Hajj Radwan', también escrito Redwan o Ridwan ) es una unidad de élite de fuerzas de operaciones especiales de la organización chiita Hezbolá. Su principal misión es infiltrarse en el territorio de Israel, especialmente en la región de Galilea y el distrito norte de Israel.
Hezbollah ha entrenado a combatientes de fuerzas especiales desde la década de 1990, que hoy forman parte de la Unidad Radwan. Tienen experiencia particular en incursiones y tácticas de unidades pequeñas  y, según Hezbollah, realizan «emboscadas, asesinatos u operaciones que requieren una infiltración profunda».
La unidad, creada en 2008, sirve como base organizativa y operativa para unidades especializadas de Hezbolá. Según varias fuentes, la participación en la vida civil siria proporcionó a Hezbollah en general, y a la Fuerza Radwan en particular, una importante experiencia en el campo de batalla y una coordinación de armas de combate a mayor escala.  Según el investigador israelí Dima Adamsky, la cooperación con fuerzas armadas regulares avanzadas en Siria permitió a la Fuerza Radwan pasar de infantería avanzada a fuerza de comando, capaz de lograr importantes efectos operativos y estratégicos en una guerra contra Israel.